# Batalha da Bahía
A Batalha da Bahía foi uma batalha da Guerra do Acre entre o exército boliviano e os seringueiros brasileiros. Foi travada em 11 de outubro de 1902 ao redor da área do Riacho Bahía, localizado na atual cidade boliviana de Cobija. Culminou na recaptura da Bahía pelo exército boliviano, a captura da Bahía e a retirada das forças brasileiras em direção à cidade de Xapuri.